# DSA-253
La DSA-253 es una carretera perteneciente a la Red Secundaria de la Diputación Provincial de Salamanca que une la  N-630  con la localidad de Fresnedoso.

## Origen y Destino
La carretera  DSA-253  tiene su origen en Fresnedoso en la intersección con la carretera  N-630 , y termina en el casco urbano de Fresnedoso, formando parte de la Red de carreteras de Salamanca.